# Pirveli Gudava
Pirveli Gudava (en georgiano: პირველი გუდავა) o Gudakua (en abjasio: Гудакуа) es una aldea que pertenece a la parcialmente reconocida República de Abjasia, dentro del distrito de Ochamchire, aunque de iure es parte del municipio de Gali de la República Autónoma de Abjasia de Georgia.

## Geografía
Pirveli Gudava se encuentra en la llanura de Samurzajano, a orillas del río Okumi y a 18 km de Gali. Las aldea se administra desde el pueblo de Achigvara.    